# Astrodia
Genre
Astrodia est un genre d'ophiures (échinodermes), de la famille des Asteronychidae.

## Description et caractéristiques
Ce sont des ophiures euryalides « simples » pourvues de cinq bras très longs mais non ramifiés. 
Ce genre se distingue de sa famille (et notamment du genre très proche Ophiocreas) par l'absence de crochets sur les bras (y compris sur la partie la plus distale). On trouve entre deux et quatre épines cylindriques à côté de chaque pore tentaculaire, et deux petites fentes génitales sont visibles à la base de chaque interradius. Le disque central est parfois protégé par des ossicules externes. 

## Liste des genres
Selon World Register of Marine Species (27 janvier 2016) :
- Astrodia abyssicola (Lyman, 1879) -- Océan Pacifique nord-ouest
- Astrodia duospina Xie, Lu, Pang & Zhang, 2022 -- Pacifique ouest
- Astrodia excavata (Lütken & Mortensen, 1899) -- Pacifique est
- Astrodia plana (Lütken & Mortensen, 1899) -- Pacifique est
- Astrodia tenuispina (Verrill, 1884) -- Golfe du Mexique, et possiblement Indo-Pacifique tropical

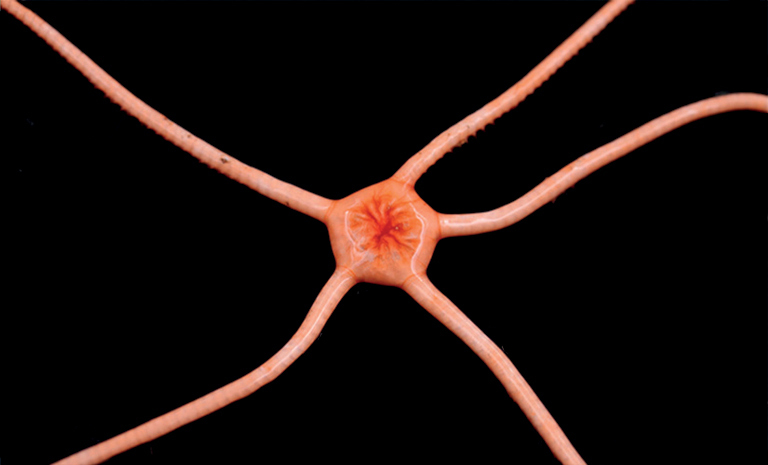
Astrodia abyssicola
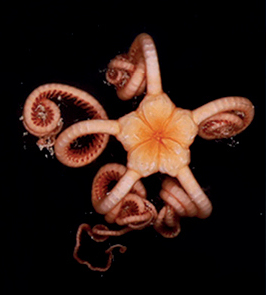
Astrodia duospina